# Selkäsaaret (ö i Finland, Egentliga Tavastland, Tavastehus)
Selkäsaaret är en ö i Finland. Den ligger i sjön Tevänti och i kommunen Tavastehus i den ekonomiska regionen  Tavastehus ekonomiska region  och landskapet Egentliga Tavastland, i den södra delen av landet, 110 km norr om huvudstaden Helsingfors. Öns area är 0,4 hektar och dess största längd är 130 meter i sydöst-nordvästlig riktning.  Notera att namnet antyder att det är fråga om flera öar.